# Rhinocoelidia zairensis
Rhinocoelidia zairensis är en insektsart som beskrevs av Nielson 1991. Rhinocoelidia zairensis ingår i släktet Rhinocoelidia och familjen dvärgstritar. Inga underarter finns listade i Catalogue of Life.